# Selkä-Kuivanen
Selkä-Kuivanen är en ö i Finland. Den ligger i sjön Päijänne och i kommunen Jyväskylä i den ekonomiska regionen  Jyväskylä ekonomiska region  och landskapet Mellersta Finland, i den södra delen av landet, 190 km norr om huvudstaden Helsingfors. Öns area är 17,1 hektar och dess största längd är 0,6 kilometer i sydväst-nordöstlig riktning.